# Похождения императора 2: Приключения Кронка
«Похождения императора 2: Приключения Кронка» (англ. Kronk's New Groove) — мультфильм, созданный студией Уолт Дисней в 2005 году. Премьера состоялась в США 29 ноября 2005 года. Мультфильм является сиквелом первой части «Похождения императора».

## Сюжет
Кронк, бывший помощник Измы, начал новую счастливую жизнь в качестве шеф-повара и главного разносчика в закусочной. Его все любят, и он сам ко всем дружелюбен. Постоянные гости закусочной — семья Пачи, спутника императора Кузко из первого мультфильма. Но однажды он получает лама-грамму, в которой его отец пишет, что сегодня приедет навестить его. Он рассчитывает, что у Кронка «есть дом на холме и семья». Кронк пугается этой новости и, убежав на кухню, объясняет хозяйке закусочной Марте, что у его отца очень строгий нрав. С самого детства он решительно осуждал его увлечение кулинарией и общение с животными и часто говорил, что, если Кронк будет заниматься ерундой, толку из него не выйдет. За что бы Кронк не брался, отцу это всегда не нравилось. Больше всего Кронк мечтает услышать от отца похвалу и увидеть его одобряющий жест в виде поднятого большого пальца. Кронк рассказывает Марте две истории о том, как он приобрёл и затем потерял и «дом на холме», и настоящую любовь.
В первой истории Кронк навещает своих друзей в доме престарелых. Они дают ему чаевые, чтобы помочь ему накопить на собственный дом. Старики сокрушаются, что потеряли свою силу и никогда больше не будут молодыми. Сразу после Кронк встречает Изму, которой удалось вернуть себе человеческий облик, однако у неё сохранился кошачий хвост. Она убеждает его, что она изменилась в лучшую сторону, и делает ему деловое предложение: он поможет ей продать её новое изобретение — «эликсир молодости», соберёт свою долю с продажи и купит себе дом. Кронк, поколебавшись, соглашается, и эликсир расходится с большим успехом. На самом деле Изма продаёт обыкновенную бесполезную пустышку и использует Кронка в своих целях, желая вернуть себе былую власть при помощи наивного народа.
Кронк получает крупные суммы, а старики становятся помешанными на этом эликсире. Они тратят на него все свои сбережения и даже продают Кронку свой дом престарелых, за который он расплачивается заработанными деньгами. На месте дома престарелых он строит огромный особняк, пишет письмо папе и приглашает его к себе в гости. Неожиданно к Кронку приходит один из стариков и просит одолжить ему денег на эликсир. Кронк замечает, что тот совсем не помолодел, и понимает, что эликсир молодости просто фальшивка. Он оказывается перед сложным выбором — не думать об истинной природе своего заработка и встретить отца в особняке или навести справедливость и открыть всем глаза на правду. Выбрав честность, Кронк говорит правду этому старику и остальным людям, которые уже готовы единогласно выбрать Изму императрицей. С обманщицы слетает маска, и возмущённые старики гонятся за ней по всему городу, пока не загоняют её в безвыходное положение на высоком мосту. Изма выпивает зелье, «после которого они не посмеют тронуть её и пальцем», и превращается в милого кролика. Её тут же уносит кондор (хищная птица), а старики осознают, что эта погоня дала им понять, как много ещё у них осталось сил в их почтенном возрасте. Поскольку теперь им негде жить, Кронк отдаёт им свой особняк.
Во второй истории Кронк с командой скаутов отправляется на ежегодные соревнования. Там он встречает мисс Пернатль, вожатую команды противников, и они начинают нравиться друг другу чуть ли не с первого взгляда. Однако вскоре жажда спортивной победы берёт верх, и между ними разгорается серьёзное соперничество. Обе команды преодолевают этапы соревнований с переменным успехом, и к последнему этапу устанавливается ничья. Воодушевляя свои команды накануне финала, Пернатль говорит, что главное — это тренировки, а Кронк — «победа любой ценой». Тибо, мальчик из команды Кронка, воспринимает это слишком близко к сердцу и приходит к выводу, что ради победы можно сжульничать. Ребята обеих команд устали и подавлены, и Кронк и Пернатль одновременно загораются идеей приготовить им булочки с изюмом для поднятия настроения. Во время готовки, которая опять началась спором, оба в конце концов решают, что их неуступчивость зашла слишком далеко, и примиряются. Кронк пишет отцу письмо, что наконец нашёл девушку своей мечты.
Утром вожатые оглашают командам условия: предстоящая борьба должна быть честной и справедливой, чтобы было веселее. В финальном этапе команды показывают акробатический номер. После выступления команды Кронка Тибо портит выступление второй команды, подсыпав им чесоточный порошок. В результате номер второй команды срывается. Тибо оставил после себя улики, и Пернатль подвергает его выговору и упрёкам. Кронк снова оказывается перед выбором: промолчать, чтобы остаться в хороших романтических отношениях с Пернатль, или защитить малыша ценой своей репутации. Снова Кронк поступает по совести и объясняет, что он учил команду побеждать любой ценой, а Тибо, судя по всему, истолковал это по-своему. Пернатль возмущена таким поворотом, и она объявляет, что не сможет больше быть вместе с таким, как Кронк. Соревнования заканчиваются, и она со своей командой уходит навсегда.
Выслушав эти две истории, Марта утешает Кронка и говорит, что он поступил правильно. И вот теперь Кронк опасается, что когда отец приедет и увидит истинный расклад событий, то обрушит на него весь укор, презрение и отчуждение. Он в отчаянии просит Пачу «одолжить» ему его дом, жену и детей на то время, пока здесь будет отец. Семья Пачи удивлена этой просьбой, но тут в закусочную прибывает отец Кронка. Пача и его сын Тибо (тот самый мальчик из отряда скаутов) по отдельности решают как-то помочь Кронку. Жена Пачи видит суровый характер отца Кронка и понимает, что лучше будет подыграть. Тот решает, что из Кронка наконец вышел толк, и уже хочет показать одобрительный жест, но внезапно появляется Пача, переодетый в женскую одежду. Он рассчитывал притвориться женой Кронка, но пришёл невовремя. Кронк представляет его как свою тёщу. В это время Тибо зовёт всех, кого можно, на помощь Кронку, и сюда вваливаются толпой старики из дома престарелых, две бывшие секретарши Кронка, дети-скауты и сам император Кузко. Они нелепо нарядились жёнами или детьми Кронка, чем больше вводят отца Кронка в заблуждение. В конце концов, у Кронка на кухне взрывается котелок с сыром, случайно заготовленный им в этой суматохе.
Отец в итоге требует от Кронка объяснений. Кронк признаётся, что у него нет ни жены, ни детей, ни дома, и что он обычный повар и разносчик. Друзья заступаются за Кронка, и он осознаёт, что все они ему настолько дороги, что он не променяет их даже на отцовскую похвалу. Он решительно высказывает отцу в лицо, что, даже если он видит в нём неудачника, с друзьями у него есть всё. Отец неожиданно показывает долгожданный одобрительный жест и заявляет, что гордится сыном. Вернувшийся Тибо приводит с собой мисс Пернатль, и она воссоединяется с Кронком после долгой разлуки.